# Danny Huston
Daniel Sallis "Danny" Huston (født 14. maj 1962) er en amerikansk skuespiller og instruktør. Danny Huston er søn af filmskaberen John Huston, barnebarn af skuespiller Walter Huston og halvbror til skuespilleren Anjelica Huston.

## Udvalgt filmografi
- Leaving Las Vegas (1995)
- Anna Karenina (1997)
- Ivans XTC (2000)
- 21 Grams (2003)
- Birth (2004)
- The Aviator (2004)
- Silver City (2004)
- The Constant Gardener (2005)
- The Proposition (2005)
- Covert One: The Hades Factor (2006)
- Fade to Black (2006)
- Marie Antoinette (2006)
- Children of Men (2006)
- I Really Hate My Job (2007)
- The Number 23 (2007)
- The Kingdom (2007)
- 30 Days of Night (2007)
- John Adams (2008)
- How to Lose Friends & Alienate People (2008)
- X-Men Origins: Wolverine (2009)
- The Warrior's Way (2009)
- Robin Hood (2010)
- Wonder Woman (2017)
- Gøg og Gokke (2018)
- Angel Has Fallen (2019)